# Wienerfilharmonikernas nyårskonsert 1944

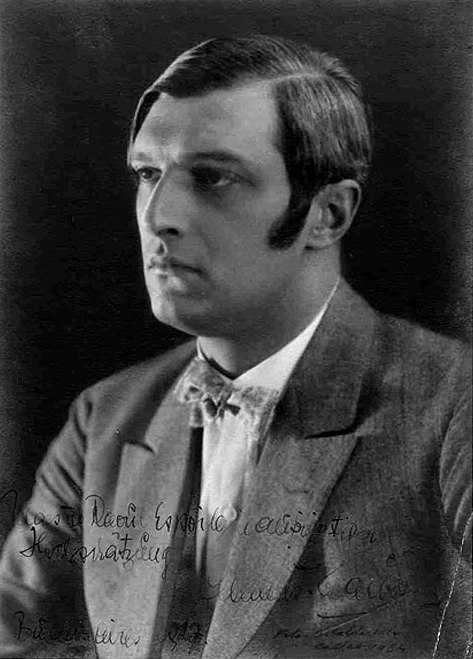
Clemens Krauss (1915)

Philharmonische Akademie den 1 januari 1944 i Musikvereins "Gyllene sal" i Wien betraktas som Wienerfilharmonikernas Nyårskonsert 1944 och var enligt Wienerfilharmonikernas räkning den Fjärde Nyårskonserten från Wien, även om denna benämning användes först efter 1945 med det nya och demokratiskt orienterade sättet i och med Wienerfilharmonikernas Nyårskonsert 1946 lett av Josef Krips. Philharmonische Akademie dirigerades av Clemens Krauss för fjärde gången.

## Historik
Strikt räknat var Philharmonische Akademie 1 januari 1944 ingen Wienerfilharmonikernas Nyårskonsert, eftersom det inte var förrän 1946 som Josef Krips introducerade denna titel, som därefter anammades. Orkesterns räkning knyter dock inte an till den demokratiska efterkrigstraditionen under Krips, utan inkluderar även de "nazistiska konserterna" av Philharmonische Akademie under åren 1941–1945 under Krauss och börjar räkningen med denna konsert från 1941. Det var för övrigt den femte konserten som inträffade vid årsskiftet sedan starten 1939 även om den konserten gick av stapeln 31 december och benämndes som Außerordentliches Konzert (Extraordinär konsert).

## Program förPhilharmonische Akademie

### Konsertprogram
1. Josef Strauss: Delirien, vals, op. 212*
2. Josef Strauss: Verliebte Augen, Polka française, op. 185*
3. Josef Strauss: Aus der Ferne, Polka mazur, op. 270*
4. Josef Strauss: Eislauf, Polka schnell, op. 261*
5. Johann Strauss den yngre: Gedankenflug, Walzer, op. 215*
6. Johann Strauss den yngre: Annen-Polka, op. 117
7. Johann Strauss den yngre: Csárdás ur operan Ritter Pásmán, op. 441
8. Johann Strauss den yngre: Bei uns z'Haus (Vals för manskör och orkester), op. 361**
9. Johann Strauss den yngre: Im Krapfenwald'l, Polka française, op. 336*
10. Johann Strauss den yngre: Unter Donner und Blitz, Polka schnell, op. 325
11. Johann Strauss den yngre: Kaiser-Walzer, op. 437

### Extranummer
1. Johann Strauss den yngre: Perpetuum mobile, musikalischer Scherz, op. 257
2. Johann Strauss den yngre: An der schönen blauen Donau, vals, op. 314

Verkförteckningen och verkens ordning finns på Wienerfilharmonikernas webbplats.
De verk markerade med * stod för första gången på programmet till en Nyårskonsert.
**: En manskör deltar inte i konserten, beteckningen "för manskör" har endast en förklarande karaktär.

## Se vidare
- Clemens Krauss, Dirigent
- Wienerfilharmonikerna

## Weblänkar
- Program för "Philharmonischen Akademie" 1 januari 1944